# Château de Montréal (Ain)
Le château de Montréal est un ancien château fort du XIIIe siècle, à l'état de ruine depuis le milieu du XVIIe siècle ; ses vestiges se dressent sur le territoire de la commune française de Montréal-la-Cluse, dans le département de l'Ain, en région Auvergne-Rhône-Alpes.

## Localisation
Les vestiges du château sont situés sur le mont Bey, dominant la ville de Montréal-la-Cluse, dans le département français de l'Ain.

## Historique
Le château aurait été érigé en 1245 par Étienne II de Thoire-Villars (1235–1279) à proximité de la paroisse de Sénoches sur un roc escarpé qu’il appela Montréal (Mons Regalis ; Mont Royal).  Il resta au sein de la maison de Thoire-Villars jusqu’en 1402. 
Humbert IV (1255–1301) entreprit de faire construire au pied du château une ville qui porta le même nom et à laquelle il concéda des franchises à tous ceux qui viendraient  s’y établir (lettres patentes de 1287). Des remparts furent érigés entre 1317 et 1353.
En 1402, Philippe II de Bourgogne, dit « Philippe le Hardi », fit occuper Montréal ainsi que toutes les châteaux  de  la région (Arbent, Matafelon, Brion, forteresse de Beauvoir, Cerdon, etc.) à la suite du refus d’Humbert VII de lui rendre hommage pour certaines de ses possessions. Par acte daté du château de Trévoux, le 29 octobre 1402, Humbert VII dernier du nom de Thoire-Villars se résolue ainsi à céder pour la somme de 100 000 florins d'or,, toutes ses possessions à Amédée VIII, comte de Savoie. Ce dernier entra entièrement en possession de ses terres que le 13 septembre 1414 à la suite de négociations avec Philippe le Hardi. Des travaux de fortification firent de cette place "la ville capitale des possessions de montagne" des comtes puis ducs de Savoie. Ses successeurs conservèrent la seigneurie unie à leur domaine, jusqu'en 1523[réf. nécessaire].
Le 2 novembre 1523, le duc Charles III céda Montréal, avec droit de rachat, à Laurent de Gorrevod ; cette clause fut rapidement appliquée. Le 18 septembre 1565, Emmanuel-Philibert céda Montréal à Charles de la Chambre, baron de Meximieux, avec droit de rachat ; il céda ensuite en 1566 ce droit à Louis Oddinet, seigneur de Montfort qui l’appliqua le 2 juillet 1570 et put obtenir le 22 juillet le rang de comté à Montréal. Le 12 octobre 1574, Louis Oddinet le légua à son neveu Georges de  Mouxi, seigneur de Saint-Paul[réf. nécessaire].
Le château féodal est démantelé en 1602, puis complètement détruit en 1635,, par Antoine de Douglas[réf. nécessaire].
En 1622, Louis de la Chambre de Seyssel reprit le fief de Montréal  qui fut aux mains de ses descendants jusqu’en 1720, année où il fut vendu à Bernard de Budé ; les héritiers de ce dernier le cédèrent, le 13 avril 1757, pour la somme de 60 000 livres, à Charles-Joseph, comte de Douglas, seigneur de Mépillat, Chiloup et Hautepierre, capitaine au régiment Royal-Écossais, sans descendance, dont le neveu, Louis Archambaud, comte de Douglas (1758-1842),, est le dernier seigneur comte de Montréal.
Le château et le parc qui jouxtant le village de Montréal ont été construits par Antoine de Douglas, gouverneur des châteaux d'Arbent et villes de Dortan et Arbent en 1638, après son mariage avec Françoise de Rubat ; le château est la proie d'un incendie quelques années avant la Révolution et il est rebâti par Louis-Archambaud de Douglas dans le style Louis XVI. Ce château a été habité par la famille Douglas jusqu'en 2000, date à laquelle il a été cédé à la commune de Montréal-la-Cluse.

## Description

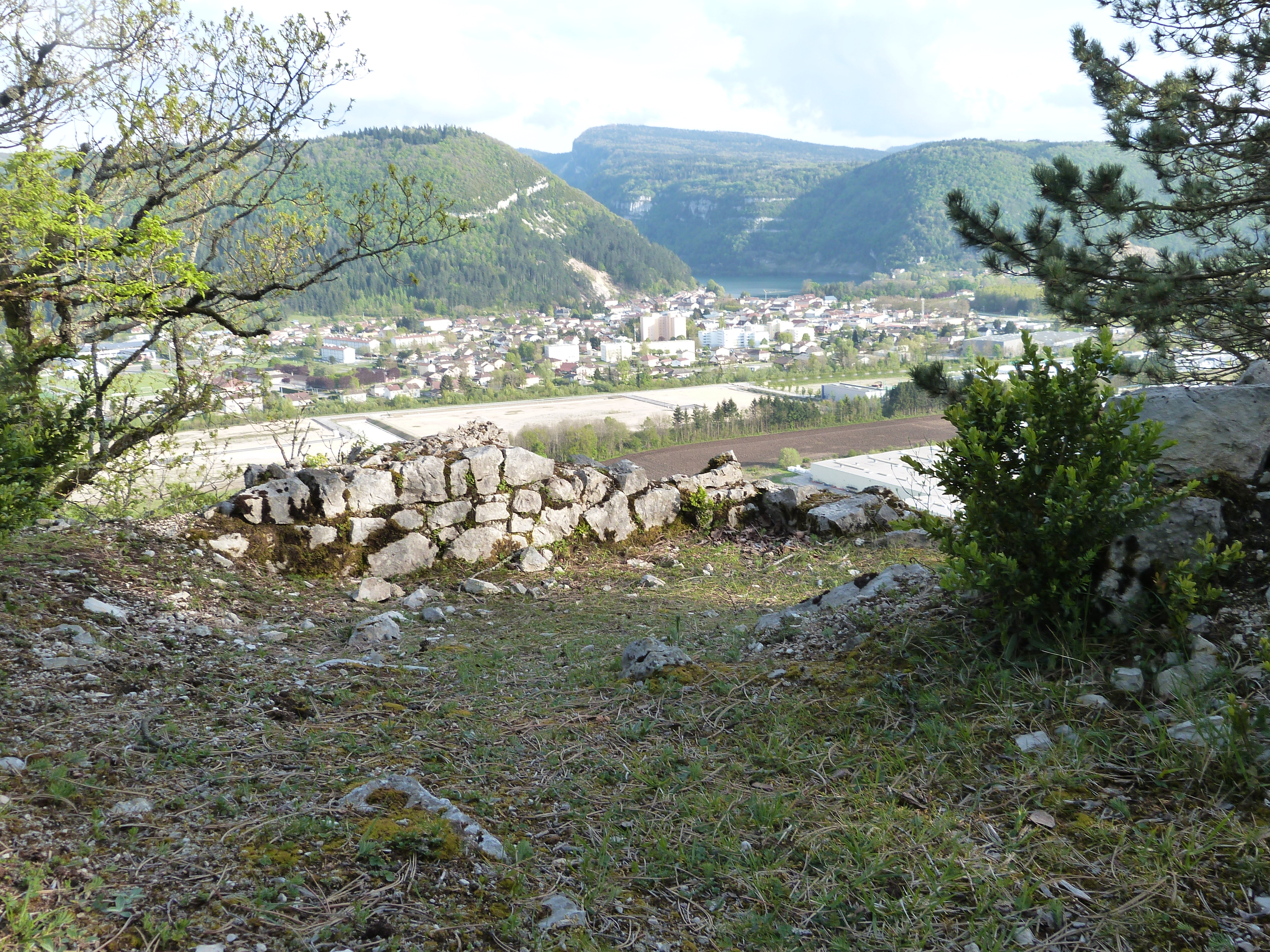
Ruines du château médiéval de Montréal.
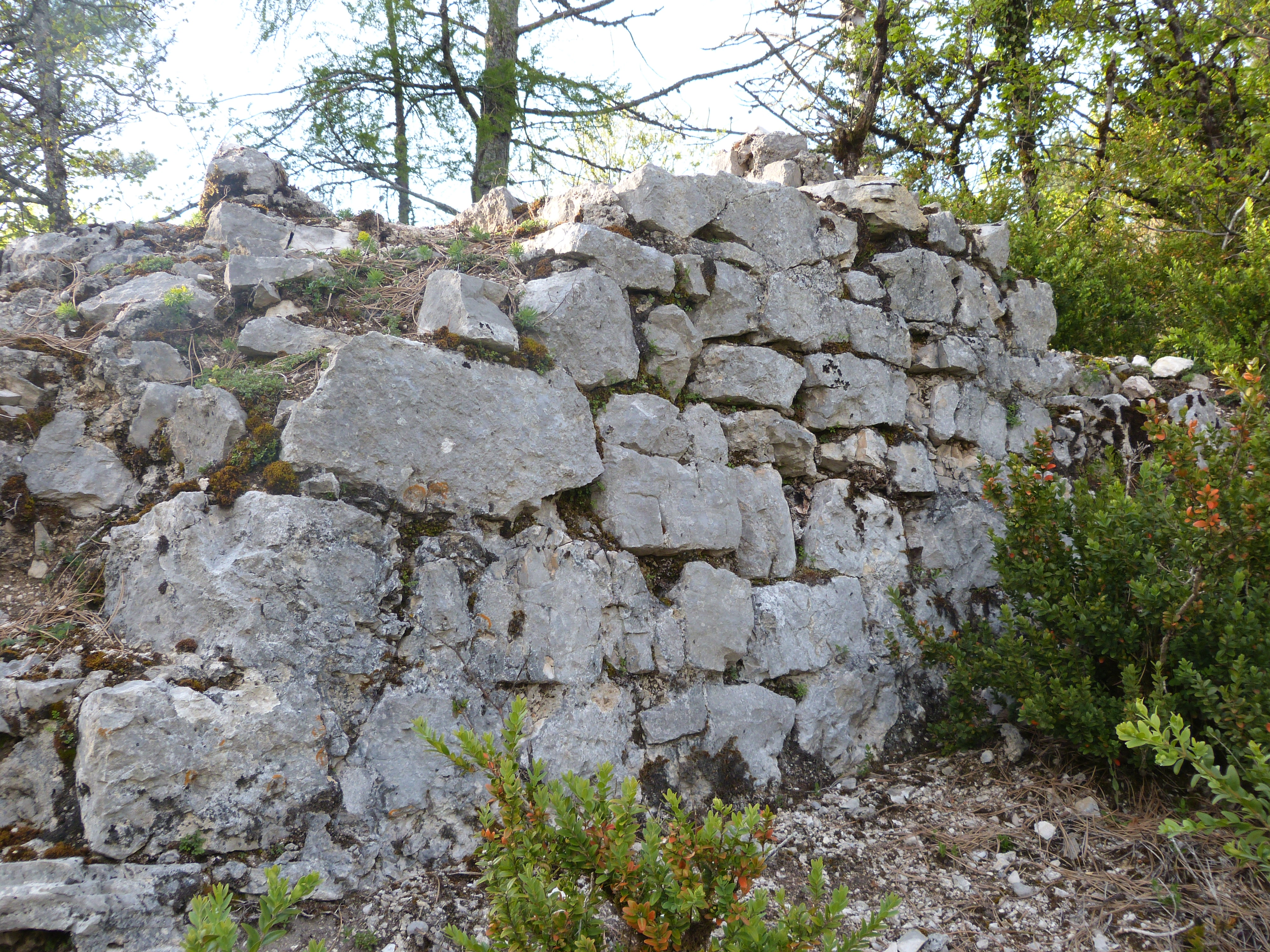
Ruines du château médiéval de Montréal.
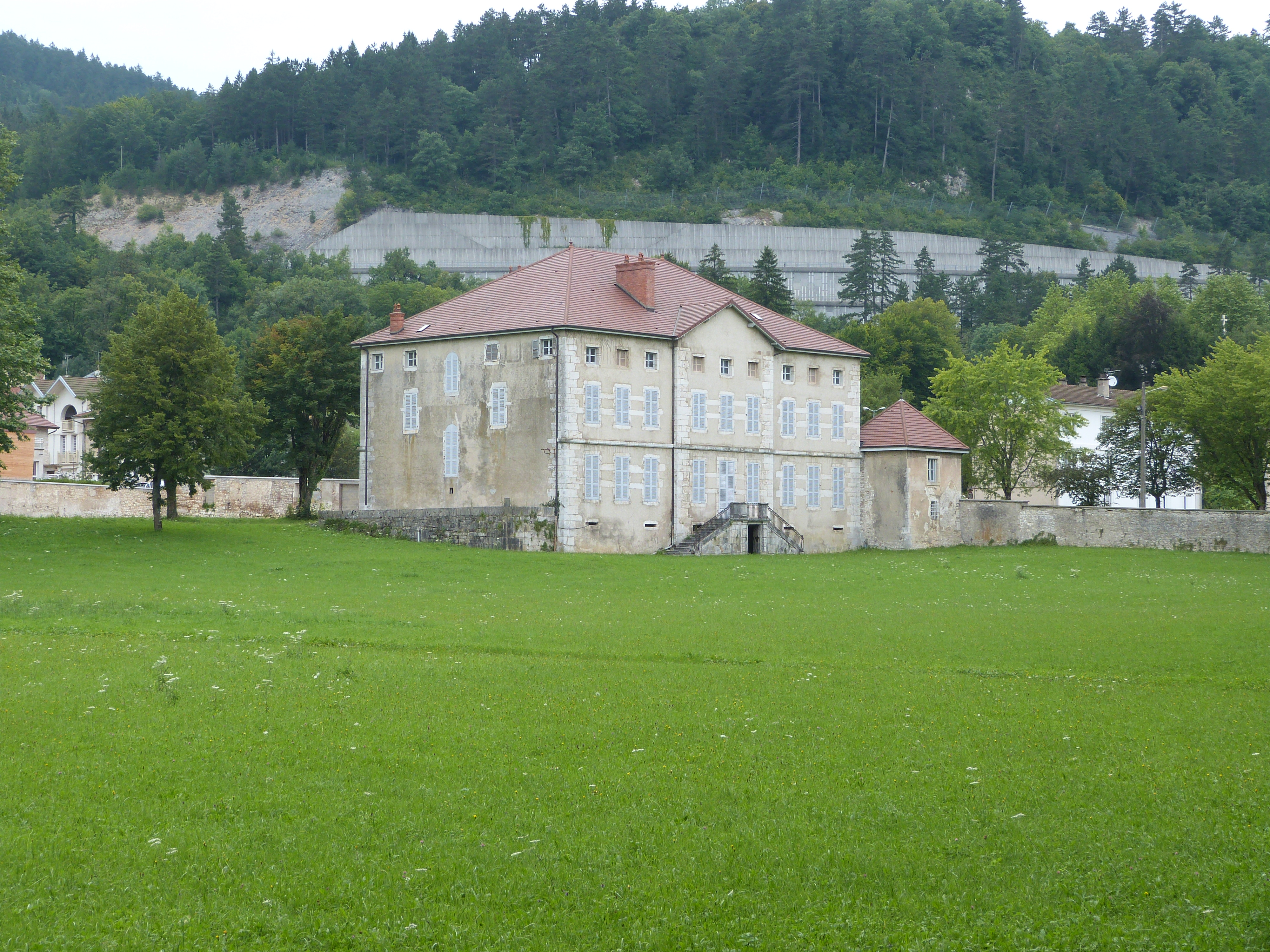
Château de Douglas - Montréal-la-Cluse.